# Callicostella subemarginatula
Callicostella subemarginatula är en bladmossart som beskrevs av Brotherus och Potier de la Varde in Potier de la Varde 1925. Callicostella subemarginatula ingår i släktet Callicostella och familjen Hookeriaceae. Inga underarter finns listade i Catalogue of Life.